# Casey Stoner
Casey Joel Stoner AM, conegut com a Casey Stoner   (Southport, 16 d'octubre de 1985), és un antic pilot de motociclisme australià que va guanyar dos campionats del món de MotoGP, el primer amb Ducati (2007) i el segon amb Honda (2011). Un dels seus punts forts era la seva capacitat per a pilotar qualsevol mena de motocicleta més enllà dels seus límits; va guanyar curses amb la Ducati quan aquesta era clarament inferior a les Honda i Yamaha, aleshores més avançades tecnològicament. El seu primer títol, el del 2007, es va mantenir com a l'únic campionat de MotoGP d'un pilot de Ducati fins al 2022, en què el tornà a guanyar Francesco Bagnaia amb aquesta marca. Al llarg de la seva carrera, Stoner va guanyar el Gran Premi d'Austràlia a Phillip Island sis anys seguits (2007-2012).
Retirat de la competició un cop acabada la temporada del 2012, el 2013 va ser nomenat MotoGP Legend i al seu país el van fer membre de l'Orde d'Austràlia (AM, Member of the Order of Australia).

## Carrera esportiva

### Primers anys
Stoner començà a competir de ben petit a la seva Austràlia natal i entre 1989 i 1999 guanyà 41 campionats de dirt track i long track en cilindrades petites. Un cop passat a la velocitat, va rebre el primer suport dels seus pares, que li van permetre d'establir-se a Gran Bretanya per a poder començar la seva carrera internacional dins el motociclisme.
El progrés de Stoner va ser ràpid, l'escola britànica va donar els seus fruits i ja l'any 2000 guanyà el Campionat britànic de 125cc amb una Aprilia. El mateix, any, disputà dues curses del Campionat d'Espanya de 125cc, aconseguint que Albert Puig s'hi fixés i el reclutés per a l'equip d'Honda Telefónica Movistar per tal de disputar el Campionat d'Espanya de 125cc el 2001, en què acabà segon, el mateix resultat que obtingué al Campionat britànic de 125cc.

### 125 i 250cc (2001-2005)

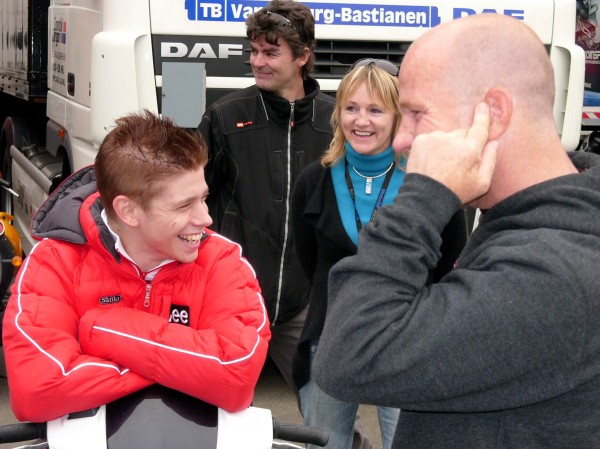
Stoner (esquerra) amb Randy Mamola el 2005

El mateix 2001, a 15 anys, va debutar en Gran Premi tot participant amb l'Honda de l'equip d'Albert Puig en dues curses de 125cc, on va aconseguir els seus primers punts. La temporada del 2002 debutà amb una Aprilia de l'equip LCR al mundial de 250cc i hi va quedar dotzè a la classificació general.
El 2003 va tornar a la categoria dels 125cc amb Aprilia; després de pujar al podi tres vegades, va aconseguir la seva primera victòria a Xest i va acabar vuitè al campionat. El 2004 va fitxar per KTM i va aconseguir alguns altres podis i una altra victòria, aquesta vegada a Sepang, acabant cinquè al campionat.
El 2005 retornà a l'equip LCR i als 250cc amb una Aprilia oficial. Durant tota la temporada fou el principal rival de Dani Pedrosa pel títol mundial i aconseguí cinc victòries (Gran Premi de Portugal, Gran Premi de la Xina, Gran Premi de Malàisia, Gran Premi de Qatar i Gran Premi de Turquia), però finalment quedà subcampió a 55 punts del català.

### MotoGP

#### Debut amb Honda (2006)
Després d'haver protagonitzat la seva millor temporada a les cilindrades menors el 2005, el 2006 va passar a competir a la màxima, MotoGP. Amb una Honda preparada pel Team LCR, va fer una bona primera temporada i va acabar vuitè a la classificació general. Va aconseguir una pole position, a Qatar, i va pujar al podi una vegada, en acabar segon al Gran Premi de Turquia.

#### Amb Ducati (2007-2010)

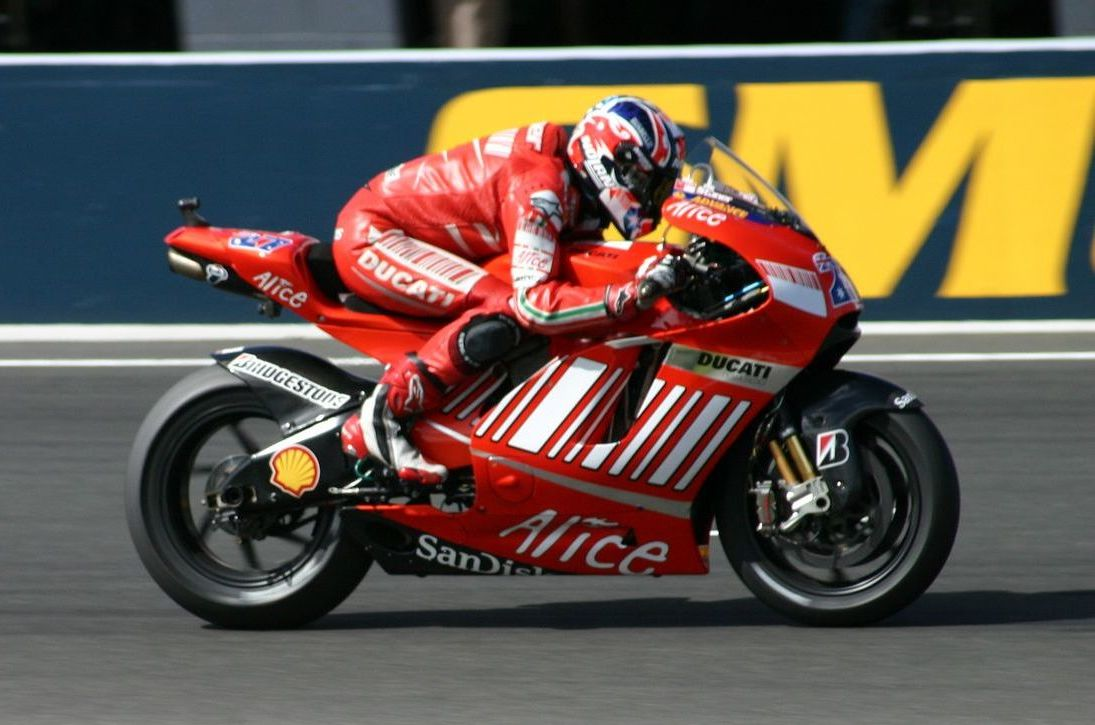
Amb la Ducati a Phillip Island el 2007

De cara al 2007, Ducati el va fitxar per al seu equip de fàbrica, on tingué per company l'experimentat Loris Capirossi. Ja al primer Gran Premi de la temporada, el de Qatar, va aconseguir la victòria després d'un duel amb Valentino Rossi. Stoner tornà a guanyar a Turquia, Xina, Catalunya, Gran Bretanya, Estats Units, República Txeca i San Marino. El seu pitjor resultat durant el campionat, un sisè lloc al Gran Premi del Japó, a Motegi, li va donar prou punts per a proclamar-se campió del món de MotoGP del 2007. El 14 d'octubre va fer honor a aquest títol al seu país, amb la victòria al Gran Premi d'Austràlia de Phillip Island. Finalment va pujar el seu nombre de victòries a deu (de divuit possibles) en guanyar el Gran Premi de Malàisia. Amb un total de 367 punts, superà clarament la competència i quedà per davant de Dani Pedrosa amb un avantatge de 125 punts i de Valentino Rossi amb 126. Stoner fou el primer a guanyar un títol de MotoGP per a Ducati i el segon pilot més jove a guanyar la màxima categoria del motociclisme de velocitat, per darrere de Freddie Spencer.
El 2008, Stoner va començar bé la temporada amb una victòria a Qatar. La resta li resultà més difícil: després de dos resultats fluixos a Jerez i Estoril va tornar al podi a la Xina, on va quedar tercer, però després va patir un problema de motor a Le Mans i només va poder quedar-hi setzè. Tornà a la lluita pel títol dominant i guanyant les curses de Donington Park i Assen; va tornar a guanyar a Sachsenring amb la pista humida després d'un llarg duel amb Valentino Rossi. Arribats a Laguna Seca, Stoner, que tornava a estar a vint punts de distància de Rossi a la classificació general, va dominar de manera clara durant tot el cap de setmana. La cursa va ser èpica, amb un duel entre tots dos campions que passà als annals del motociclisme i que acabà amb la victòria de Rossi per davant de Stoner. A Brno i Misano, Casey Stoner va dominar les curses però va caure mentre les encapçalava. Ja no va poder sobreposar-se'n i va acabar la temporada com a subcampió del món darrere de Rossi.

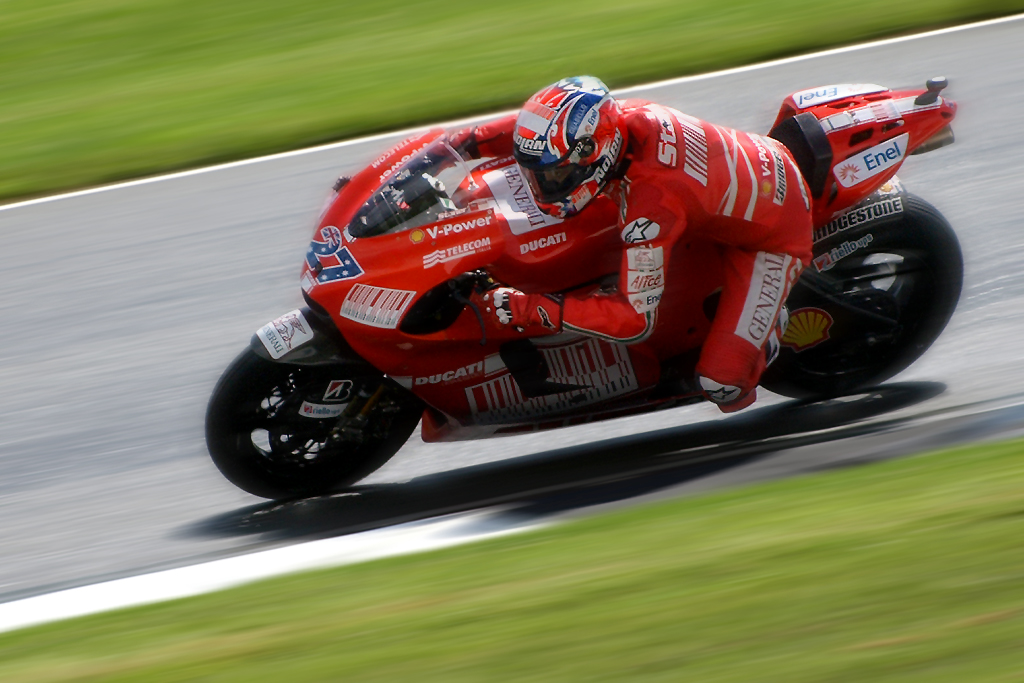
A Donington Park el 2009

El 2009, Stoner va guanyar els Grans Premis de Qatar i Itàlia. Aleshores era líder del campionat, però una feblesa física sobrevinguda, que anys a venir li fou diagnosticada com a síndrome de fatiga crònica, li va impedir de pilotar al màxim. A principis d'agost, va decidir fer una pausa durant tres curses i va ser substituït a l'equip pel finlandès Mika Kallio. Hi havia moltes teories per explicar la seva fluixera, però finalment es va descobrir que patia intolerància a la lactosa. Stoner va fer un retorn rotund a l'octubre amb un segon lloc al Gran Premi de Portugal i després amb dues victòries a Austràlia i Malàisia. Aconseguí la pole position a l'últim Gran Premi de la temporada, el de la Comunitat Valenciana, però va caure a la volta d'escalfament. Aquest error li va costar la tercera posició al campionat.
Després d'unes bones sessions de proves d'hivern, la temporada 2010 començà a Qatar, on Stoner era aleshores tres vegades guanyador. Va dominar clarament el cap de setmana, però va caure a la cursa i es va retirar. Les setmanes següents, va tenir una sèrie de problemes i es va instal·lar en un ritme inestable, alternant excel·lents resultats (tres victòries i sis podis -cinc de seguits) i grans decepcions, sobretot per les pèrdues d'adherència de l'eix anterior de la seva Ducati. Va acabar la temporada en quarta posició i va optar per un canvi de fabricant tot incorporant-se a l'equip oficial d'Honda per al 2011.

#### Retorn a Honda (2011)

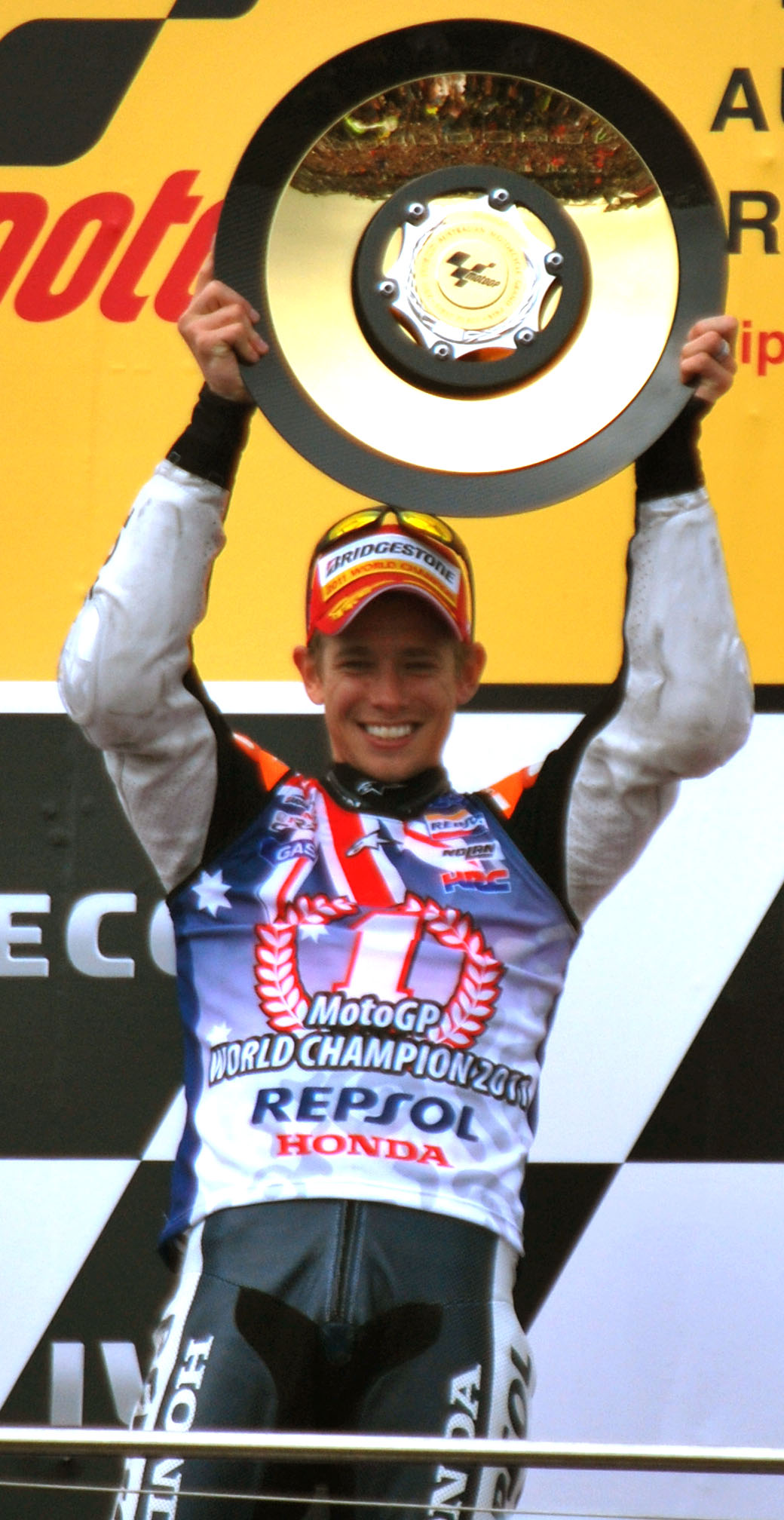
Stoner havent guanyat el GP d'Austràlia del 2011

El 2011 començà per a Casey Stoner dins de l'equip oficial Repsol Honda, al costat de Dani Pedrosa i Andrea Dovizioso. Millor temps en gairebé totes les proves d'hivern, Casey Stoner començà la temporada amb la victòria al Gran Premi de Qatar. Al segon Gran Premi, el d'Espanya, disputat sota la pluja, va caure en ser empès per Valentino Rossi en una maniobra discutible de l'italià i es va retirar, de manera que Jorge Lorenzo va recuperar el lideratge del campionat. Després va tornar al podi a Portugal (amb un tercer lloc) abans de dominar els seus rivals de principi a fi al Gran Premi de França, al de Catalunya i després al de Gran Bretanya, al final del qual va recuperar el lideratge del campionat, amb tres victòries consecutives. Va aconseguir un segon lloc a Assen i després va ser tercer a Alemanya. Durant el llarg i exigent Gran Premi dels Estats Units a Laguna Seca, Casey Stoner va avançar a Jorge Lorenzo a set voltes del final després d'haver deixat enrere Dani Pedrosa en dues maniobres notables. Va seguir amb una sisena victòria a la República Txeca i després una setena a Indianàpolis. Stoner semblava doncs haver madurat molt, assegurant-se els punts on no podia lluitar per la victòria i dirigint-se així directament cap al seu segon títol.
El 16 d'octubre de 2011, en el seu vint-i-sisè aniversari, Stoner va tornar a guanyar el seu Gran Premi nacional al circuit de Phillip Island i així va obtenir, davant del seu públic, el seu segon títol mundial després del 2007. Amb aquest títol, Stoner esdevingué el cinquè a guanyar dos títols mundials en la categoria reina amb dues marques diferents (Ducati i Honda) i obtingué alhora el rècord de pole positions a la categoria de MotoGP durant una temporada, amb onze. Stoner acabà la temporada amb una desena victòria a Xest, d'on sortí per dotzena vegada aquell any de la pole position, igualant la seva puntuació del 2007 i el rècord de poles en una sola temporada a la categoria màxima que ostentava Mick Doohan des del 1997.

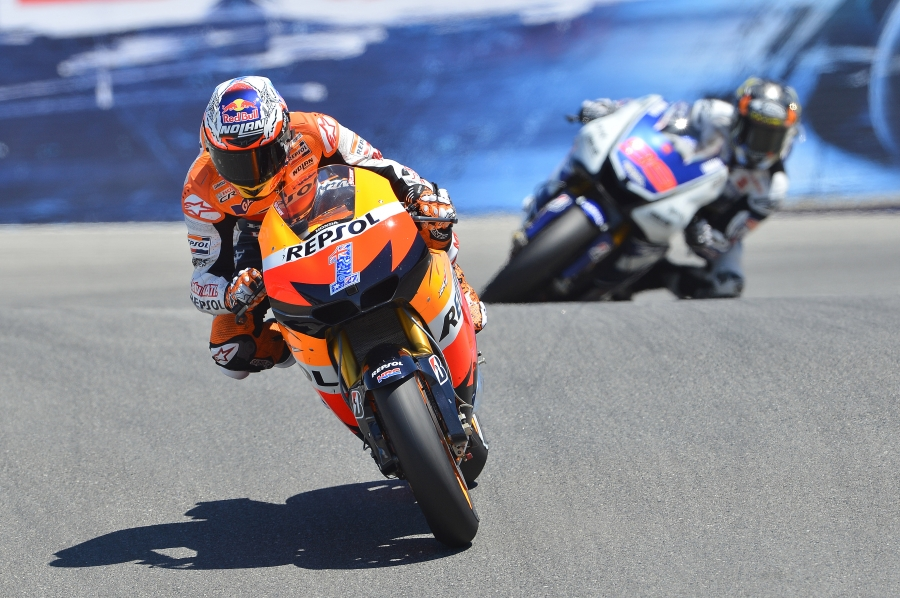
Stoner davant de Jorge Lorenzo a Laguna Seca el 2012

Stoner encarà la temporada 2012 com a gran favorit. Tanmateix, al començament de la temporada, només va quedar tercer al Gran Premi de Qatar, tot i haver-lo guanyat quatre vegades en la categoria reina. L'Honda RCV, tan completa i eficient el 2011, l'últim any dels 800 cc, semblava tenir alguns problemes de fuites de líquid en la nova versió de 1000 cc. Això no li va impedir de guanyar a Jerez i Estoril, dos circuits en els quals no havia guanyat mai. Va acabar al tercer graó del podi a França, després d'una bona lluita sota la pluja contra Valentino Rossi. A Le Mans, de passada, va sorprendre en anunciar la seva retirada per al final de la temporada, tot i que només tenia 26 anys i estava en el punt àlgid de la seva carrera. Llavors Lorenzo va establir el seu domini del campionat guanyant tres curses seguides. Stoner va acabar quart a Catalunya i segon a Silverstone. A Assen, tot i caure de forma espectacular en els entrenaments, va obtenir una nova pole position i la victòria, tornant a empatar amb Jorge Lorenzo, que va caure al primer revolt després d'una topada amb Álvaro Bautista.
Stoner va guanyar després el Gran Premi dels Estats Units, però en una forta caiguda durant el següent Gran Premi, el d'Indianapolis, es va trencar el turmell. Obligat a sotmetre's a una intervenció quirúrgica, Stoner es perdé tres Grans Premis (República Txeca, San Marino i Aragó) i veié com s'esvaïen totes les seves possibilitats de revalidar el títol mundial. Va tornar amb coratge a la competició, amb el turmell encara fràgil, durant el Gran Premi del Japó, on va acabar cinquè. Aleshores, Casey Stoner guanyà el Gran Premi d'Austràlia per sisena vegada consecutiva davant del seu públic local.

### Retirada (2012)

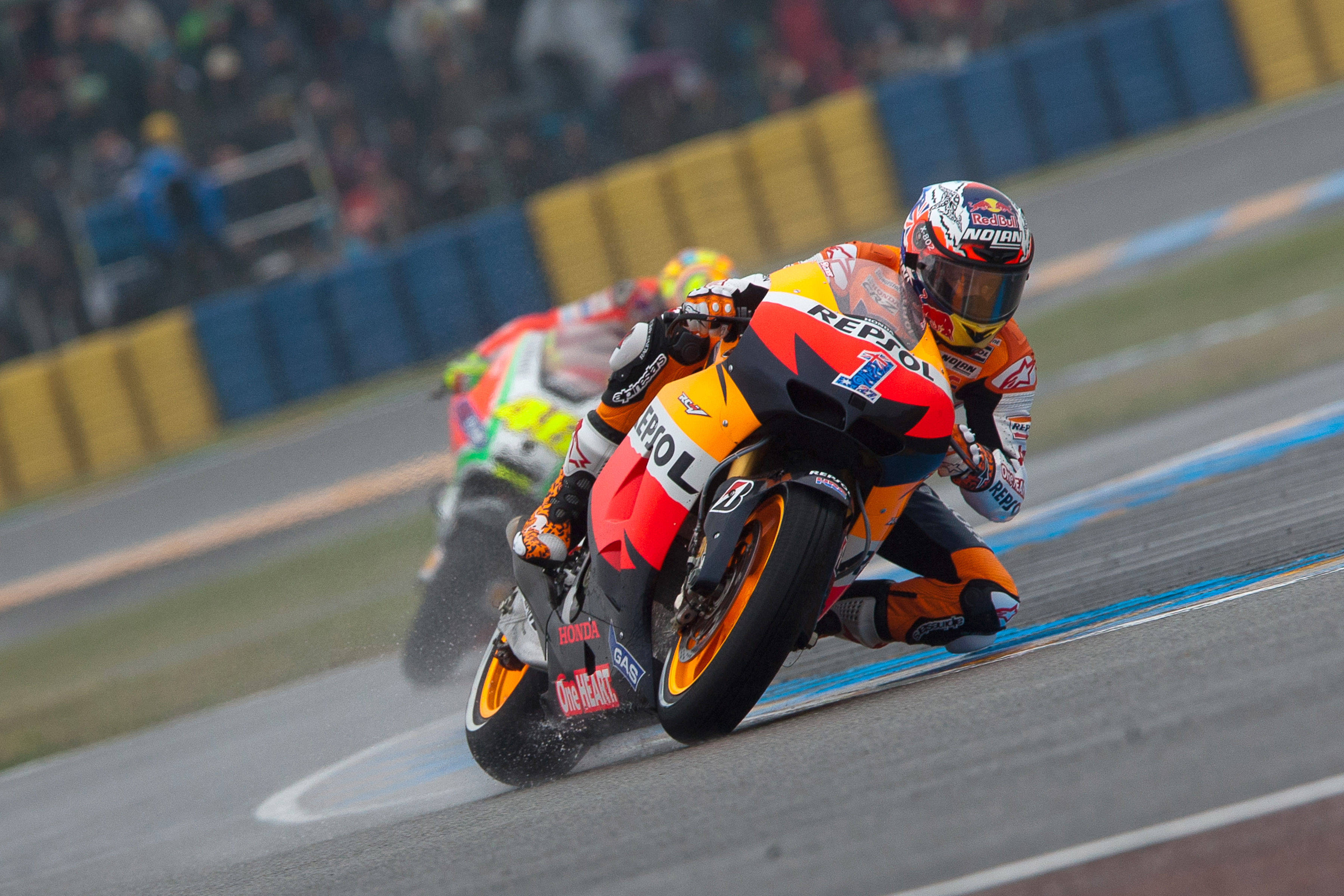
Al Gran Premi de França del 2012, on anuncià la seva retirada

Stoner va acabar el campionat del 2012 en tercer lloc, darrere de Lorenzo i Pedrosa, i tot seguit, com ja havia anunciat, va decidir acabar la seva carrera, a només 27 anys, per a poder gaudir plenament de la seva família. El seu substitut dins l'equip Repsol Honda fou Marc Márquez, campió del món de Moto2 d'aquella temporada.
El 2013, Stoner es va incorporar al campionat Dunlop V8 Supercar Series, l'avantsala dels V8 Supercars, un campionat que enfronta cotxes de tipus turisme equipats amb motors V8 i que té lloc a Austràlia.
El 27 de març de 2015, Honda va anunciar que Stoner tornaria a les competicions motociclistes per una sola vegada i correria a les 8 hores de Suzuka d'aquell any. A la cursa, Stoner es va estavellar a causa d'un problema mecànic (se li va enganxar l'accelerador) i Honda li va demanar disculpes per la fallada tècnica, que li va causar lesions al turmell i l'espatlla.
Després de diversos mesos de rumors, el retorn de Casey Stoner a MotoGP es va fer oficial el 23 de novembre de 2015 com a pilot de proves de l'equip Ducati per a la temporada 2016. Va desenvolupar aquesta tasca fins al 2018.

## Vida personal
Casey Stoner està casat des del 6 de gener de 2007 amb Adriana Tuchyna Stoner. Abans de córrer al Gran Premi de la República Txeca del 2011, que va guanyar, Casey va anunciar l'embaràs de la seva dona, que donà a llum a una nena, Alessandra, el 16 de febrer de 2012, casualment el dia del trenta-tresè aniversari del seu rival Valentino Rossi. Alessandra Stoner va néixer a les 21:55 a Suïssa, prop de Lausana, on viu la parella.

## El número 27

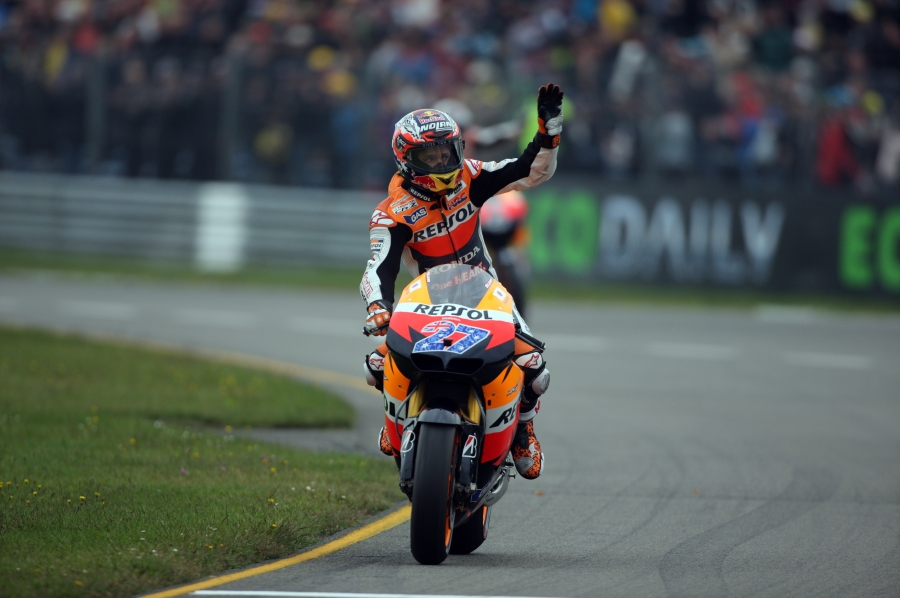
Stoner a Assen el 2011

Casey Stoner duia el dorsal número 27 en homenatge a Albert Puig, antic pilot i mànager de Dani Pedrosa (Pedrosa duia el número 26 al seu equip, mentre que Stoner va heretar el 27). Puig va ajudar Stoner i la seva família a instal·lar-se de la millor manera possible a Europa per començar a competir al campionat d'Espanya de velocitat de 125cc i,
més tard, el va recomanar a Lucio Cecchinello, propietari de l'equip LCR, que el va fitxar per al 2002.

## Resultats al Mundial de motociclisme

### Per temporada
| Temporada | Categoria | Moto                    | Equip                           | Curses | Victòries | Podis | Poles | FLaps | Pts  | Posició | Títols |
| --------- | --------- | ----------------------- | ------------------------------- | ------ | --------- | ----- | ----- | ----- | ---- | ------- | ------ |
| 2001      | 125cc     | Honda RS125R            | Telefónica MoviStar Junior Team | 2      | 0         | 0     | 0     | 0     | 4    | 29è     | –      |
| 2002      | 250cc     | Aprilia RSV 250         | Safilo Oxydo Race LCR           | 15     | 0         | 0     | 0     | 0     | 68   | 12è     | –      |
| 2003      | 125cc     | Aprilia RS125R          | Safilo Oxydo - LCR              | 14     | 1         | 4     | 1     | 2     | 125  | 8è      | –      |
| 2004      | 125cc     | KTM 125 FRR             | Red Bull KTM                    | 14     | 1         | 6     | 1     | 1     | 145  | 5è      | –      |
| 2005      | 250cc     | Aprilia RSV 250         | Carrera Sunglasses - LCR        | 16     | 5         | 10    | 2     | 1     | 254  | 2n      | –      |
| 2006      | MotoGP    | Honda RC211V            | Honda LCR                       | 16     | 0         | 1     | 1     | 0     | 119  | 8è      | –      |
| 2007      | MotoGP    | Ducati Desmosedici GP7  | Ducati Marlboro Team            | 18     | 10        | 14    | 5     | 6     | 367  | 1r      | 1      |
| 2008      | MotoGP    | Ducati Desmosedici GP8  | Ducati Marlboro Team            | 18     | 6         | 11    | 9     | 9     | 280  | 2n      | –      |
| 2009      | MotoGP    | Ducati Desmosedici GP9  | Ducati Marlboro Team            | 13     | 4         | 8     | 3     | 2     | 220  | 4t      | –      |
| 2010      | MotoGP    | Ducati Desmosedici GP10 | Ducati Team                     | 18     | 3         | 9     | 4     | 3     | 225  | 4t      | –      |
| 2011      | MotoGP    | Honda RC212V            | Repsol Honda                    | 17     | 10        | 16    | 12    | 7     | 350  | 1r      | 1      |
| 2012      | MotoGP    | Honda RC213V            | Repsol Honda                    | 15     | 5         | 10    | 5     | 2     | 254  | 3r      | –      |
| Total     |           |                         |                                 | 176    | 45        | 89    | 43    | 33    | 2411 |         | 2      |

### Per categoria
| Categoria | Temporada       | 1a Cursa                 | 1r Podi             | 1a Victòria                 | Curses | Victòries | Podis | Poles | FLaps | Pts  | Títols |
| --------- | --------------- | ------------------------ | ------------------- | --------------------------- | ------ | --------- | ----- | ----- | ----- | ---- | ------ |
| 125 cc    | 2001, 2003–2004 | GP de Gran Bretanya 2001 | GP d'Alemanya 2003  | GP de la C. Valenciana 2003 | 30     | 2         | 10    | 2     | 3     | 274  | 0      |
| 250 cc    | 2002, 2005      | GP del Japó 2002         | GP de Portugal 2005 | GP de Portugal 2005         | 31     | 5         | 10    | 2     | 1     | 322  | 0      |
| MotoGP    | 2006–2012       | GP d'Espanya 2006        | GP de Turquia 2006  | GP de Qatar 2007            | 115    | 38        | 69    | 39    | 29    | 1815 | 2      |
| Total     | 2001–2012       |                          |                     |                             | 176    | 45        | 89    | 43    | 33    | 2411 | 2      |

### Curses per any
Barem de puntuació de 1993 ençà:
| Posició | 1  | 2  | 3  | 4  | 5  | 6  | 7 | 8 | 9 | 10 | 11 | 12 | 13 | 14 | 15 |
| Punts   | 25 | 20 | 16 | 13 | 11 | 10 | 9 | 8 | 7 | 6  | 5  | 4  | 3  | 2  | 1  |

(Ids. Grans Premis | Llegenda) (Curses en negreta indiquen pole; curses en  itàlica indiquen volta ràpida)
| Any  | Categoria | Moto    | 1       | 2       | 3       | 4       | 5      | 6       | 7       | 8       | 9       | 10      | 11      | 12      | 13      | 14      | 15      | 16      | 17      | 18    | Posició | Pts |
| ---- | --------- | ------- | ------- | ------- | ------- | ------- | ------ | ------- | ------- | ------- | ------- | ------- | ------- | ------- | ------- | ------- | ------- | ------- | ------- | ----- | ------- | --- |
| 2001 | 125cc     | Honda   | JPN     | RSA     | ESP     | FRA     | ITA    | CAT     | DTT     | GBR 17  | GER     | CZE     | POR     | VAL     | PAC     | AUS 12  | MAL     | BRA     |         |       | 29è     | 4   |
| 2002 | 250 cc    | Aprilia | JPN Ret | RSA Ret | ESP 6   | FRA Ret | ITA    | CAT 6   | DTT 8   | GBR 11  | GER Ret | CZE 5   | POR Ret | BRA 6   | PAC 17  | MAL 11  | AUS 10  | VAL 13  |         |       | 12è     | 68  |
| 2003 | 125 cc    | Aprilia | JPN Ret | RSA 10  | ESP 6   | FRA 4   | ITA 18 | CAT Ret | DTT Ret | GBR 5   | GER 2   | CZE     | POR     | BRA 2   | PAC 2   | MAL Ret | AUS Ret | VAL 1   |         |       | 8è      | 125 |
| 2004 | 125 cc    | KTM     | RSA 3   | ESP 5   | FRA 8   | ITA 2   | CAT 4  | DTT 3   | BRA 2   | GER     | GBR     | CZE Ret | POR Ret | JPN Ret | QAT Ret | MAL 1   | AUS 3   | VAL Ret |         |       | 5è      | 145 |
| 2005 | 250 cc    | Aprilia | ESP Ret | POR 1   | CHN 1   | FRA 4   | ITA 4  | CAT 2   | DTT 6   | GBR 3   | GER 7   | CZE 3   | JPN 3   | MAL 1   | QAT 1   | AUS Ret | TUR 1   | VAL 3   |         |       | 2n      | 254 |
| 2006 | MotoGP    | Honda   | ESP 6   | QAT 5   | TUR 2   | CHN 5   | FRA 4  | ITA Ret | CAT Ret | DTT 4   | GBR 4   | GER NVC | USA Ret | CZE 6   | MAL 8   | AUS 6   | JPN Ret | POR Ret | VAL Ret |       | 8è      | 119 |
| 2007 | MotoGP    | Ducati  | QAT 1   | ESP 5   | TUR 1   | CHN 1   | FRA 3  | ITA 4   | CAT 1   | GBR 1   | DTT 2   | GER 5   | USA 1   | CZE 1   | SM 1    | POR 3   | JPN 6   | AUS 1   | MAL 1   | VAL 2 | 1r      | 367 |
| 2008 | MotoGP    | Ducati  | QAT 1   | ESP 11  | POR 6   | CHN 3   | FRA 16 | ITA 2   | CAT 3   | GBR 1   | DTT 1   | GER 1   | USA 2   | CZE Ret | SM Ret  | INP 4   | JPN 2   | AUS 1   | MAL 6   | VAL 1 | 2n      | 280 |
| 2009 | MotoGP    | Ducati  | QAT 1   | JPN 4   | ESP 3   | FRA 5   | ITA 1  | CAT 3   | DTT 3   | USA 4   | GER 4   | GBR 14  | CZE     | INP     | SM      | POR 2   | AUS 1   | MAL 1   | VAL NVC |       | 4t      | 220 |
| 2010 | MotoGP    | Ducati  | QAT Ret | ESP 5   | FRA Ret | ITA 4   | GBR 5  | DTT 3   | CAT 3   | GER 3   | USA 2   | CZE 3   | INP Ret | SM 5    | ARA 1   | JPN 1   | MAL Ret | AUS 1   | POR Ret | VAL 2 | 4t      | 225 |
| 2011 | MotoGP    | Honda   | QAT 1   | ESP Ret | POR 3   | FRA 1   | CAT 1  | GBR 1   | DTT 2   | ITA 3   | GER 3   | USA 1   | CZE 1   | INP 1   | SM 3    | ARA 1   | JPN 3   | AUS 1   | MAL C   | VAL 1 | 1r      | 350 |
| 2012 | MotoGP    | Honda   | QAT 3   | ESP 1   | POR 1   | FRA 3   | CAT 4  | GBR 2   | DTT 1   | GER Ret | ITA 8   | USA 1   | INP 4   | CZE     | SM      | ARA     | JPN 5   | MAL 3   | AUS 1   | VAL 3 | 3r      | 254 |